# Margot Käßmann

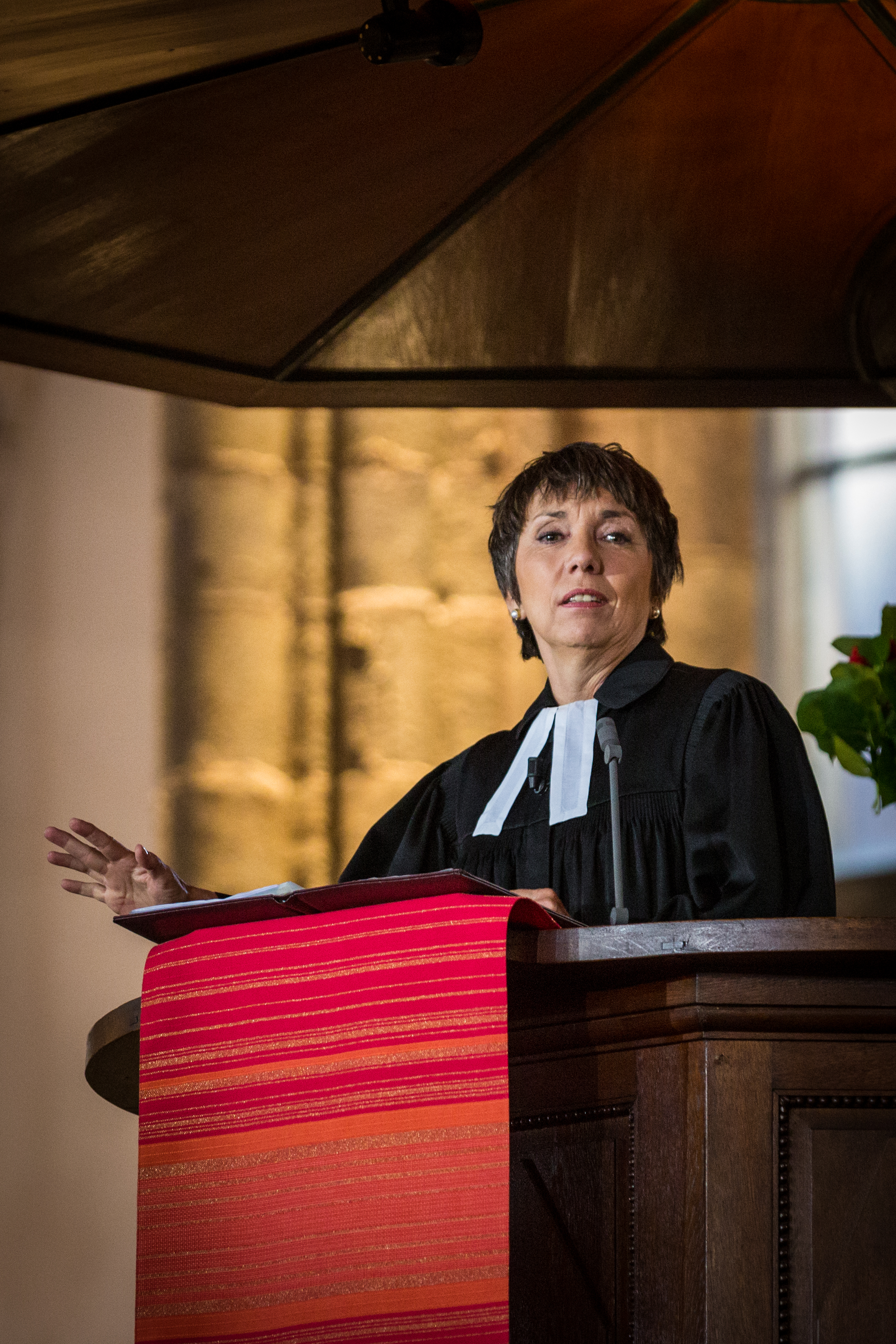
Margot Käßmann, Día De La Reforma, Estrasburgo, 31 de octubre de 2015.

Margot Käßmann (* 3 de junio de 1958 en Marburg como Margot Schulze) Teóloga y pastora de la Iglesia evangélica en Alemania - Iglesia Evangélica-Luterana en Alemania, ocupando varios puestos de responsabilidad en dicha Iglesia. Fue miembro del CMI (1983-2002), Secretaría General del Día de la Iglesia Evangélica Alemana (1995-1999), presidenta de la Oficina para la defensa de los derechos y la protección de los objetores de conciencia (2002-2011), obispa  de Hannover (1999-2010) y Presidenta del Consejo de la Iglesia Evangélica Alemana (EKD) (2009-2010). 
En febrero de 2010, renunció a su cargo como Obispa y Presidenta de la EKD, después de ser interceptada por la policía, tras saltarse un semáforo en rojo y triplicar la tasa de alcoholemia. 
Desde el 27 de abril de 2012, es embajadora del Quincentenario 2017, en nombre del Consejo de la EKD.

## Biografía

### Infancia, Educación, Familia
Margot Käßmann es la menor de las tres hijas del matrimonio formado por una enfermera y un mecánico de automóviles. Creció en Stadtallendorf y asistió en la cercana ciudad de Marburg a la Elisabethschule, hasta 1977, tras aprobar el acceso a la Universidad.
De 1977 a 1983 estudió Teología Evangélica en Eberhard Karls Universität Tübingen, University of Edinburgh, Georg-August-Universität Göttingen y Philipps-Universität Marburg con una beca de la Evangelischen Studienwerks Villigst. En 1978, durante sus estudios, participó varias semanas en excavaciones arqueológicas en Akkon (Israel). De 1983 a 1985 fue Vikarin (ayudante del pastor) en Wolfhagen cerca de Kassel.
En 1985 fue ordenada Pfarramt. En 1989 en la Ruhr-Universität Bochum obtuvo su doctorado con la tesis „Pobreza y riqueza como interpelación para la unidad de la Iglesia“ redactada junto al que más tarde sería presidente del ÖRK Konrad Raiser.
En 1981 se casó con Eckhard Käßmann, cambiado su nombre a Margot Käßmann. Hasta 1990, compartió con su marido una parroquia en Frielendorf-Spieskappel en el distrito de Schwalm-Eder. El matrimonio tuvo cuatro hijas: Hanna (1982), Esther y Sarah (1986) y Lea (1991).

### Miembro ÖRK
En 1983, en representación de la juventud de la Landeskirche Kurhessen-Waldeck, fue Käßmann elegida en Vancouver (Canadá) como el miembro más joven del Zentralausschuss des ÖRK Ökumenischer Rat der Kirchen, hasta el año 2002.
En 1990 fue Käßmann comisionada para la Kirchlichen Entwicklungsdienst la Iglesia Evangélica de Kurhessen-Waldeck. De 1990 a 1992 fue la responsable del curso sobre Ökumenische Bewegung  en el Seminario Teológico en Leipzig y en la Facultad Evangélica Philipps-Universität en Marburg. De 1992 a 1994 fue Directora de Estudios en la Evangelischen Akademie en Hofgeismar. De 1991 a 1998 fue miembro del Comité Ejecutivo del ÖRK.

### Secretaria General del Día de la Iglesia Evangélica Alemana (DEKT)
Desde 1994 a 1999 fue Käßmann Secretaria General del Día de la Iglesia Evangélica Alemana que tiene sus oficinas centrales en Fulda. 
Primera mujer en dicho cargo. Sucedió a Christian Krause que fue nombrado obispo en Braunschweig. A ella la sucedieron, posteriormente, otras dos mujeres.
Durante su permanencia, se celebraron tres jornadas del Día de la Iglesia. En 1995 el 26.º en Hamburgo con el lema "El te ha dicho lo que es bueno";  en 1997 el 27.º en Leipzig („El camino de la justicia es vida“) – el primer Día de la Iglesia en los nuevos estados federales – y en 1999 el 28.º en Stuttgart („Vosotros sois la sal de la Tierra“).

### Obispa de Hannover
En 1999 fue nombrada Käßmann obispa de la región de Hannover con más de tres millones de miembros de la Iglesia Evangélica, el más grande de toda Alemania.
Los principales temas de su ministerio episcopal fueron, entre otros, el ecumenismo, los cambios estructurales en la Iglesia Evangélica Alemana, los niños, la educación, las mujeres, las familias, la muerte, santuarios, ricos y pobres, la guerra y la paz, y la promoción de personas con discapacidad.
De 2001 a 2004 fue miembro del Consejo para el Desarrollo Sostenible, que el Gobierno Federal alemán promueve en materia de sostenibilidad y contribuyó a promover el diálogo público sobre la estrategia de sostenibilidad en los proyectos de desarrollo.

Desde su cargo como Obispa Regional es también autora de la plataforma de internet "Sermones en Internet".
Desde el año 2002, fue presidenta del Centro para Proteger a los objetores de conciencia, que se ha disuelto el 31 de diciembre de 2014, después de eliminarse el servicio militar obligatorio. 

### Salud y divorcio
Desde finales de agosto del 2006 Käßmann sabía que estaba gravemente enferma con cáncer de mama y estuvo de baja dos meses, debido a una cirugía
En 2007 se divorció. Käßmann, antes de dar este paso, informó a los órganos de gobierno de la Iglesia Evangélica (EKD) y a los pastores de la iglesia regional de Hannover, recibiendo su apoyo. Se consideró su renuncia como obispa, pero se valoró su sinceridad. La práctica anterior de excluir a los pastores divorciados,  había sido abandonada tres años antes.
En 2009 aclaró Käßmann que el cáncer y su menor esperanza de vida,  posiblemente, le había dado el valor para confesar su fallido matrimonio y el divorcio.

### Presidenta del Consejo de la Iglesia Evangélica Alemana (EKD)
El 28 de octubre de 2009 Käßmann fue elegida para suceder a Wolfgang Huber como nueva Presidenta del Consejo de la Iglesia Evangélica Alemana (EKD). La Iglesia Ortodoxa Rusa, que no permite la ordenación sacerdotal de mujeres ni su liderazgo, suspendió el diálogo ecuménico que mantenía con la EKD desde 1959. Este hecho fue denunciado por el defensor ruso de los Derechos Humanos Lev Ponomariov como un signo de la radicalización ideológica y desconexión con la modernidad por parte de la Iglesia Ortodoxa. Mientras Käßmann hacía una campaña por el respeto mutuo, la Iglesia Ortodoxa rusa manifestaba que la elección de Käßmann era una "señal de crisis de valores en la sociedad occidental".

### Renuncia
El sábado 20 de febrero de 2010 a las 11 de la noche, conducía Käßmann en Hannover su coche oficial, con una   tasa de alcohol en sangre de 1,54 ‰, cuando se pasó un semáforo en rojo y fue parada por la policía. En los medios de comunicación, desde el 23 de febrero, se comentó esta infracción ampliamente. El Consejo de la EKD habló con Käßmann y por unanimidad le otorgó su confianza y le aseguró su pleno apoyo si ella decidía seguir en el cargo. Pero algunos de los miembros de la Iglesia, que ya habían rechazado su elección, advirtieron de las consecuencias negativas de que se mantuviera en el cargo. La obispa mostró su arrepentimiento por su "grave error",  reconociendo que "soy consciente de lo peligroso e irresponsable de conducir ebria y acepto las consecuencias penales.", El día siguiente se reunió de nuevo en el obispado y renunció a éste y a la presidencia: sus errores habían dañado sus puestos de dirección y no podía continuar en su ejercicio con la autoridad necesaria. Permaneció como pastora de la iglesia de Hannover.
La renuncia fue recibida en los medios de comunicación en parte como ejemplar y en parte como innecesaria.  La mayoría de las críticas se plantearon mezclándola con su vida privada y sus críticas a la misión militar alemana en Afganistán. Con su rápida renuncia y reconocimiento de su error, limitaron el daño y ayudaron a Käßmann a conservar su popularidad, convirtiendo su renuncia, en un icono y diferenciándolo de otros escándalos en Alemania
Käßmann fue condenada a finales de marzo de 2010 por conducir peligrosamente (§ 316 Abs. 2 Código Penal) a pagar una multa, 30 días de prisión exonerable, con retirada del permiso de conducir por nueve meses. Ella renunció a apelar al tribunal superior.

### Actividades desde 2010
Margot Käßmann, después de su renuncia, apareció públicamente por primera vez, en mayo del 2010 como ponente del "Día Ecuménico de la Iglesia" en Munch. Algunos miembros de la Iglesia en Hannover intentaron incluirla en una nueva candidatura para obispa. Pero ella lo rechazó: "No se puede volver a una oficina de la que uno mismo ha renunciado".
Desde finales de agosto hasta diciembre de 2010 fue docente invitada en la Methodistische und Wesleyanische Kirchen Universidad Metodista de Emory, en Atlanta (EE. UU.) Desde enero del 2011 hasta marzo del 2012, profesora invitada en la Universidad de Bochum.
El 8 de julio de 2011 es presentada por la EKD como la representante oficial del Consejo de la Iglesia Evangélica Alemana para el Quincentenario 2017.
En octubre del 2016 el presidente del SPD Sigmar Gabriel la propuso públicamente, como posible candidata como presidenta de Alemania. Käßmann rechazó, en una breve exposición pública, este ofrecimiento.

## Posiciones religiosas

### Creencias evangélicas
Margot Käßmann, desde su nombramiento como obispa en septiembre de 1999, puso la Fe cristiana en el punto central de su misión en la Iglesia Evangélica. "En la Escuela para la Confirmación se habla más sobre sectas y drogas que sobre la Biblia. Defendió un mayor perfil espiritual en las instituciones eclesiásticas. Por ejemplo, "en las guarderías evangélicas, además de cantar canciones infantiles, se deberían contar historias bíblicas. Los niños y los adultos deberían rezar más y acudir a las iglesias como Iglesia y no como un centro asociado, sin espiritualidad alguna".
Algunos miembros de la Iglesia Evangélica la criticaron por relativizar el nacimiento virginal de Jesús o su aprobación para que los párrocos homosexuales pudieran tener pareja.
Käßmann defendió también las provocaciones de Dorothee Sölle que ayudaban a la evolución de la Iglesia: La Gott-ist-tot-Theologie, ha provocado que muchas personas reflexionen sobre Dios, su feministische Theologie se ha extendido ampliamente, su crítica entre la relación de la rica Iglesia alemana con el Tercer Mundo  y su nueva poesía mística "abierta para muchos protestantes".
Su libro de 2005 "Raíces que regalan alas" a través de "su propia experiencia de fe y entusiasmo", lo entiende Käßmann como una invitación a la fe cristiana. Su intento de "combinar la espiritualidad evangélica con la literatura de autoayuda", fue bien recibido y evaluado como una "nueva forma de anuncio cristiano".